# نیکی بلو
نیکی بلو (انگلیسی: Nikki Blue؛ زادهٔ ۲۹ مارس ۱۹۸۴) بازیکن بسکتبال اهل ایالات متحده آمریکا است.